# Моя кузина Рейчел (фільм, 1952)
«Моя кузина Рейчел» (англ. My Cousin Rachel) — американський чорно-білий драматичний фільм 1952 року, знятий за однойменним романом Дафни дю Мор'є. У головних ролях Олівія де Гевіленд та Річард Бертон.

## Сюжет
Англія, маєток у Корнуоллі, 40-ві роки XIX століття. Філіпп Ешлі залишається сиротою у 10 років, його виховує розумний та талановитий старший кузен Емброз Ешлі. Фільм починається з того, що Емброз показує Філіппу труп вбивці, підвішений на перехресті доріг, й промовляє фразу, яка стає прологом до всього фільму: «Смерть — кара за вбивство».
Проходить майже 15 років, Емброз вирушає в мандрівку Італією. Деякий час потому до маєтку доходить звістка про його несподіване одруження з молодою вдовою, його дальньою родичкою — графинею Рейчел Сангалетті. А ще через деякий час починають надходити листи з повідомленням, що він тяжко занедужав, його дружина слідкує за ним, він оточений ворогами, його лікують лікарі, схожі на бандитів. Філіпп показує ці листи своєму хрещеному, повіреному родини Ніколасу Кендаллу. Але той вважає, що Емброз справді тяжко хворий. Занепокоєний Філіпп вирушає до Флоренції, де знаходиться його кузен.
Та по приїзді він дізнається, що той нещодавно помер. Вдову Емброза він не застав, вона саме поїхала з міста. Слуга з вілли Сангалетті радить йому звернутися до адвоката Рейнальді — повіреного місіс Ешлі. Філіпп, надіючись розібратися в тому, що відбувається, навідує Рейнальді. Адвокат викликає у нього антипатію. З розмови з ним він дізнається, що все своє майно та статки Емброз залишив Філіппу, а дружині не лишив нічого. Він показує передсмертні листи Емброза зі звинуваченнями на адресу дружини, але адвокат запевняє, що усе це лише через пухлину мозку, від якої той помер. Філіпп не вірить Рейнальді, він відвідує могилу кузена та присягається помститися за нього, після чого повертається до Англії.
Одразу після повернення він дізнається про приїзд Рейчел Ешлі, яка оселилися в сусідньому місті. Вона бажає побачити Філіппа, аби повернути йому деякі книги та речі покійного чоловіка. При цьому вона поводиться скромно, не напрошується з візитом в дім, який міг би їй належати.
Філіпп закохується у Рейчел, але не може позбутися своїх підозр щодо смерті Емброза, й це, врешті, призводить до непоправної катастрофи.

## У ролях
| Актор              | Роль              |
| ------------------ | ----------------- |
| Олівія де Гевіленд | Рейчел Ешлі       |
| Річард Бертон      | Філіпп Ешлі       |
| Одрі Далтон        | Луїза Кендалл     |
| Рональд Сквайр     | Ніколас Кендалл   |
| Джон Саттон        | Емброз Ешлі       |
| Джордж Доленц      | Гвідо Рейнальді   |
| Теодор Овен        | Сіком, дворецький |
| Дж. М. Керріган    | преподобний Паско |
| Маргарет Брюстер   | місіс Паско       |
| Альма Лоутон       | Мері Паско        |

## Нагороди та номінації
Оскар (1953)
- Номінація на найкращого актора другого плану (Річард Бертон).
- Номінація на найкращу операторську роботу (Джозеф Лашелл).
- Номінація на найкращу роботу художника-постановника (Чарльз Ле Мейр, Джон де Куїр, Волтер М. Скотт).
- Номінація на найкращий дизайн костюмів (Чарльз Ле Мейр, Дороті Джикінс).

Золотий глобус (1953)
- Найкращий акторський дебют (Річард Бертон).
- Номінація на найкращу акторку драматичного фільму (Олівія де Гевіленд).